# 万新街道 (天津市)
万新街道，是中华人民共和国天津市东丽区下辖的一个乡镇级行政单位。
2020年7月，全国爱卫会命名万新街道为2017-2019周期国家卫生乡镇。

## 行政区划
万新街道下辖以下地区：
荟臻里社区、铁成公寓社区、东城家园社区、欣园社区、万新公寓社区、临月里社区、秋丽社区、嘉春园社区、百合春天社区、海悦秋苑社区、季景家园社区、香邑花园社区、好新家园社区、畅悦华庭社区、万隆社区、程林东里社区、海颂园社区、增兴窑村、南大桥村、北程林村、南程林村、吴咀村、杜庄村和天津市劳动保障技师学院社区。